# Richard Heller (Komponist)

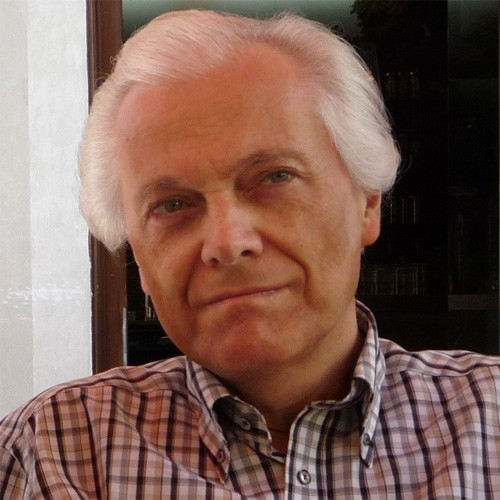
Richard Heller 2016

Richard Rainer Heller (* 19. April 1954 in Wien) ist ein österreichischer Komponist.

## Leben
Richard Heller studierte in den Jahren 1972 bis 1979 an der Universität für Musik und darstellende Kunst Wien Tonsatz bei August Kubizek, Dirigieren bei Otmar Suitner, Chordirigieren bei Günther Theuring, Korrepetition bei Harald Goertz sowie Komposition bei Erich Urbanner. Im Jahr 1979 legte er die Diplomprüfung in Komposition mit Auszeichnung ab.
Zudem besuchte er die Lehrgänge Medienkomposition bei Paul Kont, Musikpublizistik bei Rudolf Klein, Kulturelles Management bei Ernst Haeussermann und Marcel Prawy sowie „Angewandte Formen des Freien Satzes“ bei Erich Urbanner. Parallel dazu studierte er an der Universität Wien Mathematik, Logistik und Musikwissenschaft.
Nach Abschluss seiner Studien war Heller kurzzeitig freier Mitarbeiter in der Redaktion der Hauptabteilung Musik des Österreichischen Rundfunks ORF.
Ab dem Jahr 1979 lebte Richard Heller in Augsburg und lehrte als Dozent für Musiktheorie und Komposition an der Fachakademie für Musik „Leopold-Mozart-Konservatorium“ der Stadt Augsburg. Ab 1999 war er Dozent für Musiktheorie an der Hochschule für Musik Nürnberg-Augsburg (Standort Augsburg) und von 2008 bis 2019 Dozent für Musiktheorie und Komposition am Leopold-Mozart-Zentrum der Universität Augsburg.
Von 1993 bis 2014 war Heller Vorsitzender des „Tonkünstlerverbandes Augsburg – Schwaben e. V.“ und Organisator einer regelmäßigen Konzertreihe mit zeitgenössischer Musik. Zudem war er in dieser Zeit ständiger Juror beim Kunstförderpreis der Stadt Augsburg.
Richard Heller lebt seit 2018 in München und ist seit dem Jahr 2019 im Ruhestand.

## Ehrungen (Auswahl)
- 1977: Förderungspreis für Musik der Stadt Wien[3]
- 1980: Förderungspreis des österreichischen Bundesministeriums für Unterricht und Kunst[4]
- 1980: Kunstförderpreis der Stadt Augsburg[5]
- 2018: 1. Preis beim „New Vision“-Kompositionswettbewerb in New York,[6] Johann-Wenzel-Stamitz-Preis[7]

## Werke (Auswahl)

### Ensemblemusik
- Kontakte – für zwei Klarinetten, op. 3 (1975)[8]
- Assoziationsmusik – für zwei Klarinetten und Baßklarinette, op. 2 (1987)[8]
- Drei Lieder nach Texten unbekannter Autoren – für Sopran und Klavier, op. 6 (1976–1977)[8]
- Nocturne – Quartett für Altflöte, Englischhorn, Bassklarinette und Harfe, op. 7 (1977)[8]
- Konzentrationen – für drei Schlagzeuger, op. 8 (1977/1979)[8]
- Statement – für Streichtrio, op. 9 (1977)[8]
- Poème – für Violine und Klavier, op. 10 (1977–1978/1980)[8]
- Lieder der Sehnsucht – Drei Lieder für Tenor und Klavier nach Texten von Christine Busta, Anton Wildgans und Georg Wilhelm Meister, op. 12 (1992)[8]
- Orgiano – Duo für Orgel und Klavier, op. 18 (1978/1981)[8]
- Five Pieces – Duo für Altsaxophon und Klavier, op. 21/1–5 (1981–1982)[8]
- Trois Moments musicaux – für Gitarrenquartett, op. 20/1–3 (1981–1983)[8]
- Streichquartett 1982 – Quartett für zwei Violinen, Viola und Violoncello, op. 24 (1982)[8]
- Wiener Kammermusik Nr. 2 – Septett für Klarinette, Fagott, Horn, Violine, Viola, Violoncello und Kontrabass, op. 17/2 (1983–1984)[8]
- Cellophonie – Oktett für acht Violoncelli, op. 26 (1984–1985)[8]
- Dialog – Duo für Bassklarinette und Marimbaphon, op. 27 (1985)[8]
- Jeu concertant – für Gitarrenquartett, op. 28 (1985)[8]
- Novelette – für Klaviertrio, op. 33 (1987)[8]
- Drei Miniaturen – Version für Klarinette und Klavier, op. 19b/1–3 (1988)[8]
- Drei Miniaturen – Version für Alt- (Quer-) Flöte und Klavier, op. 19a/1–3 (1988)[8]
- Kaleidoskop – Duo für Flöte und Akkordeon, op. 41 (1996)[8]
- Spotlight for Grandpa Arnold – Quintett für Flöte, Bassklarinette, Klavier, Violine und Violoncello, op. 49a (2007)[8]
- BAsE ADe – Notturno in memoriam Wolfgang Amadé Mozart und seine Augsburger Verwandtschaft – für Vibraphon und Klavier, op. 49b (2007–2008)[8]
- Pas de Deux – für Violine und Violoncello, op. 51 (2008)[8]
- „Pas de trois“ pour Trio d’Anches – Trio für Oboe, Klarinette und Fagott, op. 53 (2011/2012)[8]
- 4 Lieder nach Texten aus der "Kriegsfibel" von Bertolt Brecht – für Bariton und Klavier. op. 57 (2014/2017)[8]

### Solomusik
- Elegie – für gemischten Chor a cappella nach Text von Rainer Maria Rilke, op. 1 (1975)[8]
- Organology – für Orgel solo, op. 11 (1978)[8]
- Lied ohne Worte – für Klavier solo, op. 13 (1978)[8]
- Solo for HS – für Bassklarinette, op. 31 (1986)[8]
- Albumblatt für Klavier solo – für das Münchner Klavierbuch, op. 48/1 (2006–2007)[8]
- Canticum – für Bassflöte solo, op. 55 (2013–2014)[8]

### Orchestermusik
- Concertino für Orchester – Hommage à Béla Bartók, op. 14 (1978–1979/1997)[8]
- Concerto per fiati – für Blasorchester, op. 25 (1984)[8]
- Toccata – für Blasorchester, op. 30 (1986)[8]
- Konzert für Violine und Orchester, op. 38 (1992)[8]
- Diskurs – für Blasorchester, op. 39 (1994–1995)[8]